# Megachile paraensis
Megachile paraensis är en biart som beskrevs av Alexander Mocsáry 1887.
Megachile paraensis ingår i släktet tapetserarbin och familjen buksamlarbin. Inga underarter finns listade i Catalogue of Life.